# Morti nel 1893
| Questa pagina contiene informazioni ricavate automaticamente dalle voci biografiche con l'ausilio del template Bio e di un bot. L'aggiornamento è periodico e automatico e ricostruisce completamente la pagina. Se manca una persona in questa lista, sei pregato di non aggiungerla, ma accertati piuttosto che la sua voce biografica contenga il template Bio e che i dati anagrafici siano correttamente compilati. Se il template Bio manca, inseriscilo tu stesso o, in alternativa, metti l'avviso {{tmp\|Bio}} che ne segnala la mancanza. Se i dati riportati sono sbagliati, correggi direttamente la voce biografica; le modifiche saranno visibili in questa lista entro pochi giorni. Per chiarimenti vedi il progetto biografie. La lista contiene solo le 375 persone che sono citate nell'enciclopedia e per le quali è stato implementato correttamente il template Bio. Pagina aggiornata al 18 ago 2025. |

## Gennaio(44)
- 1º gennaio - Eben Norton Horsford, scienziato statunitense (n. 1818)
- 2 gennaio - John Obadiah Westwood, entomologo e archeologo britannico (n. 1805)
- 4 gennaio - Joseph-Antoine Boullan, presbitero francese (n. 1824)
- 4 gennaio - Prospero Ferretti, pittore italiano (n. 1836)
- 5 gennaio - Tommaso Agudio, ingegnere, imprenditore e politico italiano (n. 1827)
- 5 gennaio - Carlo di Sant'Andrea, presbitero olandese (n. 1821)
- 5 gennaio - Pierre-Simon de Dreux-Brézé, vescovo cattolico francese (n. 1811)
- 6 gennaio - Carlo Alberto Cappa, direttore di banda e compositore italiano (n. 1834)
- 6 gennaio - John Peter Grant, diplomatico britannico (n. 1807)
- 6 gennaio - Ludwig von Paar, diplomatico e nobile austriaco (n. 1817)
- 6 gennaio - Enrico Scarabelli Zunti, archivista e storiografo italiano (n. 1808)
- 8 gennaio - Vincenzo Padula, presbitero, poeta e patriota italiano (n. 1819)
- 9 gennaio - Bertha von Marenholtz-Bülow, pedagogista tedesca (n. 1810)
- 10 gennaio - Alamanno Morelli, attore teatrale italiano (n. 1812)
- 10 gennaio - Carl Morgenstern, pittore tedesco (n. 1811)
- 11 gennaio - Benjamin Butler, generale, avvocato e politico statunitense (n. 1818)
- 12 gennaio - Ernesto Manca Thiesi di Villahermosa, nobile e generale italiano (n. 1818)
- 12 gennaio - Ottavio Ottavi, enologo italiano (n. 1849)
- 13 gennaio - Henry Sargent Codman, architetto statunitense (n. 1864)
- 13 gennaio - William H. Wickham, politico statunitense (n. 1832)
- 15 gennaio - Giusto Emanuele Garelli della Morea, politico italiano (n. 1821)
- 15 gennaio - Fanny Kemble, attrice teatrale e scrittrice inglese (n. 1809)
- 15 gennaio - Horace Smith, inventore e imprenditore statunitense (n. 1808)
- 15 gennaio - Francesco Tozzoli, politico italiano (n. 1852)
- 17 gennaio - Karl Anrather, pittore austriaco (n. 1861)
- 17 gennaio - Rutherford B. Hayes, avvocato, politico e generale statunitense (n. 1822)
- 19 gennaio - Julius Eichberg, compositore tedesco (n. 1824)
- 21 gennaio - Raffaele Busacca dei Gallidoro, politico italiano (n. 1810)
- 22 gennaio - David Cassel, storico e teologo tedesco (n. 1818)
- 22 gennaio - Kawatake Mokuami, drammaturgo giapponese (n. 1816)
- 23 gennaio - Giovanni Battista Berisso, imprenditore italiano (n. 1834)
- 23 gennaio - Joseph-Alfred Foulon, cardinale e arcivescovo cattolico francese (n. 1823)
- 23 gennaio - Alfred Hardy, dermatologo francese (n. 1811)
- 23 gennaio - Lucius Quintus Cincinnatus Lamar II, politico, diplomatico e giurista statunitense (n. 1825)
- 23 gennaio - José Zorrilla, poeta e drammaturgo spagnolo (n. 1817)
- 24 gennaio - Andrej Nikolaevič Korf, generale russo (n. 1831)
- 26 gennaio - Abner Doubleday, generale statunitense (n. 1819)
- 27 gennaio - James Blaine, politico statunitense (n. 1830)
- 27 gennaio - James Campbell, politico statunitense (n. 1812)
- 29 gennaio - George Dillon, presbitero, teologo e saggista irlandese (n. 1836)
- 29 gennaio - Margherita di Borbone-Parma, nobile italiana (n. 1847)
- 30 gennaio - Grigorij Grigor'evič Gagarin, artista e nobile russo (n. 1810)
- 30 gennaio - Vittorio I di Ratibor, principe tedesco (n. 1818)
- 31 gennaio - Emanuele Pancaldo, politico italiano (n. 1800)

## Febbraio(30)
- 1º febbraio - Emanuele Notarbartolo, banchiere e politico italiano (n. 1834)
- 1º febbraio - George Henry Sanderson, politico statunitense (n. 1824)
- 2 febbraio - Carl Christoffer Georg Andræ, politico e matematico danese (n. 1812)
- 2 febbraio - Giuseppe Bruno, matematico italiano (n. 1828)
- 2 febbraio - Frederick Augustus Genth, mineralogista e chimico tedesco (n. 1820)
- 3 febbraio - Teofil Lenartowicz, poeta e scultore polacco (n. 1822)
- 4 febbraio - Antonio Machado Álvarez, scrittore e etnografo spagnolo (n. 1848)
- 4 febbraio - Valerio Trocchi, politico e magistrato italiano (n. 1815)
- 5 febbraio - Alexandre Émile Herbillon, militare francese (n. 1825)
- 7 febbraio - Anna Maria Adorni, religiosa italiana (n. 1805)
- 7 febbraio - Giuseppe Valmarana, politico italiano (n. 1817)
- 9 febbraio - Camilla Guiscardi Gandolfi, pittrice italiana (n. 1806)
- 10 febbraio - Henry C. De Mille, commediografo statunitense (n. 1853)
- 11 febbraio - Sergej Petrovič Kop'ev, generale russo (n. 1821)
- 11 febbraio - Amerigo Seghieri, scacchista italiano (n. 1831)
- 13 febbraio - Ignacio Manuel Altamirano, giornalista, politico e scrittore messicano (n. 1834)
- 13 febbraio - Georgi Pulevski, scrittore e rivoluzionario macedone (n. 1817)
- 14 febbraio - Giuseppe Antonio Pasquale, botanico e patriota italiano (n. 1820)
- 14 febbraio - Maria Rosetti, giornalista, rivoluzionaria e filantropa rumena (n. 1819)
- 15 febbraio - Gennaro De Vivo, vescovo cattolico italiano (n. 1828)
- 15 febbraio - Caterina di Hohenlohe-Waldenburg-Schillingsfürst, principessa (n. 1817)
- 18 febbraio - George Tupou I, re tongano (n. 1797)
- 20 febbraio - Achille Basile, patriota, prefetto e politico italiano (n. 1831)
- 20 febbraio - Pierre Gustave Toutant de Beauregard, generale, politico e inventore statunitense (n. 1818)
- 20 febbraio - Rocco de Zerbi, politico e giornalista italiano (n. 1843)
- 22 febbraio - Giosuè Meli, scultore italiano (n. 1816)
- 24 febbraio - Josefa Naval Girbés, beata spagnola (n. 1820)
- 24 febbraio - Karl Anton Eugen Prantl, botanico tedesco (n. 1849)
- 24 febbraio - Francesco Sauli, diplomatico e politico italiano (n. 1807)
- 27 febbraio - François Auguste Goze, generale francese (n. 1810)

## Marzo(19)
- 5 marzo - Ali bin Sa'id di Zanzibar, sultano (n. 1854)
- 5 marzo - Charles-Philippe Place, cardinale e arcivescovo cattolico francese (n. 1814)
- 5 marzo - Hippolyte Taine, filosofo, storico e critico letterario francese (n. 1828)
- 7 marzo - Angelo Zanardini, librettista e compositore italiano (n. 1820)
- 8 marzo - Vittorio Del Carretto di Balestrino, politico italiano (n. 1818)
- 9 marzo - Disma Fumagalli, compositore e musicista italiano (n. 1826)
- 10 marzo - Camillo Cucca, medico italiano (n. 1829)
- 10 marzo - Antoine Jean Jacques Eugène Paulze d'Ivoy, generale francese (n. 1813)
- 13 marzo - Louis-Nicolas Cabat, pittore e incisore francese (n. 1812)
- 13 marzo - Giovanni Luscia, ingegnere e politico italiano (n. 1818)
- 16 marzo - Pakubuwono IX, sovrano indonesiano (n. 1830)
- 17 marzo - Jules Ferry, politico francese (n. 1832)
- 18 marzo - Gerard Adriaan Heineken, imprenditore olandese (n. 1841)
- 23 marzo - George Russell, X duca di Bedford, politico inglese (n. 1852)
- 27 marzo - Leopold Edelsheim, generale austriaco (n. 1826)
- 27 marzo - Alphonse Beau de Rochas, inventore e ingegnere francese (n. 1815)
- 28 marzo - Edmund Kirby Smith, generale statunitense (n. 1824)
- 29 marzo - Camille Ferri-Pisani, generale francese (n. 1819)
- 29 marzo - Giovanni Battista Gigliucci, politico italiano (n. 1815)

## Aprile(37)
- 1º aprile - Otto Leonhard Heubner, rivoluzionario, avvocato e politico tedesco (n. 1812)
- 2 aprile - Giacomo Giacopelli, pittore e scenografo italiano (n. 1808)
- 3 aprile - Achille Apolloni, cardinale italiano (n. 1823)
- 3 aprile - Pedro Diez Canseco, politico peruviano (n. 1815)
- 4 aprile - Alphonse de Candolle, botanico svizzero (n. 1806)
- 4 aprile - Antonietta De Pace, patriota e educatrice italiana (n. 1818)
- 4 aprile - Demeter Diamantidi, alpinista, pittore e sportivo austriaco (n. 1839)
- 5 aprile - Didier Début, scultore francese (n. 1824)
- 5 aprile - Francesco Mauro, chimico italiano (n. 1850)
- 7 aprile - Adolf Fischer, giudice, militare e politico svizzero (n. 1807)
- 8 aprile - Anna Bilińska-Bohdanowicz, pittrice polacca (n. 1854)
- 8 aprile - Felix Esquirou de Parieu, giurista francese (n. 1815)
- 9 aprile - August Czartoryski, presbitero polacco (n. 1858)
- 9 aprile - Carl Ludwig von Haller, politico svizzero (n. 1807)
- 10 aprile - Giovanni Battista Marin, patriota italiano (n. 1833)
- 11 aprile - Enrico Narducci, bibliografo e bibliotecario italiano (n. 1832)
- 11 aprile - Gaspare De Marinis, anarchico italiano (n. 1840)
- 13 aprile - Jean Dufresne, scacchista e scrittore tedesco (n. 1829)
- 17 aprile - Giovanni Passerini, botanico, entomologo e micologo italiano (n. 1816)
- 19 aprile - John Addington Symonds, critico letterario, poeta e storico dell'arte inglese (n. 1840)
- 19 aprile - Alberto Carlo Gilberto De la Forest de Divonne, militare italiano (n. 1818)
- 21 aprile - Luigi Giordani, cardinale e arcivescovo cattolico italiano (n. 1822)
- 22 aprile - Pasquale Sarullo, francescano, presbitero e pittore italiano (n. 1828)
- 23 aprile - Henry Hering, fotografo britannico (n. 1814)
- 23 aprile - Kate Sperrey, pittrice neozelandese (n. 1862)
- 24 aprile - Alfred Chapon, architetto francese (n. 1834)
- 24 aprile - Tommaso Martini, politico italiano (n. 1822)
- 24 aprile - Napoleone Zanetti, patriota italiano (n. 1837)
- 25 aprile - Hermann Gundert, missionario tedesco (n. 1814)
- 25 aprile - Hans Kundrat, patologo austriaco (n. 1845)
- 26 aprile - Enrico Fossombroni, politico italiano (n. 1825)
- 26 aprile - Carl Fredrik Nyman, botanico svedese (n. 1820)
- 26 aprile - Luigi Sepiacci, cardinale italiano (n. 1835)
- 28 aprile - John Ballance, politico neozelandese (n. 1839)
- 29 aprile - Gustave Nadaud, poeta francese (n. 1820)
- 30 aprile - Arnaldo Cantani, medico e politico italiano (n. 1837)
- 30 aprile - Antonio Galli, artigiano e orologiaio italiano (n. 1822)

## Maggio(25)
- 1º maggio - Maria Chambefort, fotografa francese (n. 1840)
- 1º maggio - William Cotton Oswell, esploratore inglese (n. 1818)
- 2 maggio - Antonio Ciccone, politico e medico italiano (n. 1808)
- 4 maggio - Mirko Bogović, scrittore e politico croato (n. 1816)
- 6 maggio - Antonino Paternò del Toscano, politico italiano (n. 1827)
- 8 maggio - Adolfo I di Schaumburg-Lippe, principe (n. 1817)
- 8 maggio - Manuel González, politico e generale messicano (n. 1833)
- 8 maggio - Federico Seismit-Doda, patriota e politico italiano (n. 1825)
- 9 maggio - Adolphe Goupil, mercante d'arte e editore francese (n. 1806)
- 9 maggio - Tommaso Manzone, politico italiano (n. 1819)
- 9 maggio - Gian Paolo Tolomei, giurista e politico italiano (n. 1814)
- 10 maggio - Ion Emanuel Florescu, politico e militare rumeno (n. 1819)
- 10 maggio - Tommaso Maria Zigliara, cardinale, teologo e filosofo francese (n. 1833)
- 12 maggio - Giorgio Vittorio di Waldeck e Pyrmont, nobile tedesco (n. 1831)
- 13 maggio - August Kluckhohn, storico tedesco (n. 1832)
- 14 maggio - Ernst Eduard Kummer, matematico tedesco (n. 1810)
- 14 maggio - Giacinto Pacchiotti, medico, igienista e politico italiano (n. 1820)
- 15 maggio - Vincenzo Tommasini, politico italiano (n. 1820)
- 16 maggio - Antonio Brighenti, pittore italiano (n. 1810)
- 16 maggio - Federico Comandini, patriota italiano (n. 1815)
- 17 maggio - Jean-Natalis-François Gonindard, arcivescovo cattolico francese (n. 1838)
- 20 maggio - Jacob Moleschott, fisiologo, filosofo e politico olandese (n. 1822)
- 22 maggio - Antonino Bertolotti, scrittore, archivista e storico dell'arte italiano (n. 1834)
- 28 maggio - Tehaapapa II, regina (n. 1824)
- 30 maggio - Girolamo Ardizzone, editore e giornalista italiano (n. 1824)

## Giugno(25)
- 2 giugno - Josef von Ringelsheim, generale austriaco (n. 1820)
- 4 giugno - Hans Michael Schletterer, compositore, direttore d'orchestra e musicologo tedesco (n. 1824)
- 5 giugno - Louis Delasiauve, psichiatra francese (n. 1804)
- 5 giugno - Julius Popper, ingegnere, esploratore e avventuriero rumeno (n. 1857)
- 5 giugno - Mary Ann Shadd Cary, attivista, educatrice e scrittrice statunitense (n. 1823)
- 5 giugno - Karl Josef von Hefele, vescovo cattolico tedesco (n. 1809)
- 7 giugno - Edwin Booth, attore teatrale statunitense (n. 1833)
- 11 giugno - Antonio Carvalho da Silva Porto, pittore portoghese (n. 1850)
- 12 giugno - Massimiliano Emanuele di Baviera, duca (n. 1849)
- 15 giugno - Ferenc Erkel, compositore, pianista e direttore d'orchestra ungherese (n. 1810)
- 16 giugno - Heinrich Wenzel, indologo tedesco (n. 1855)
- 17 giugno - Francesco Sabbia, vescovo cattolico italiano (n. 1814)
- 21 giugno - Silvio Spaventa, politico e patriota italiano (n. 1822)
- 21 giugno - Leland Stanford, politico statunitense (n. 1824)
- 22 giugno - Giuseppe Franzi, politico e avvocato italiano (n. 1824)
- 23 giugno - Giovanni Collina, artista italiano (n. 1820)
- 23 giugno - William Fox, politico neozelandese (n. 1812)
- 23 giugno - Theophilus Shepstone, politico sudafricano (n. 1817)
- 24 giugno - Giacinto Ricci Signorini, poeta italiano (n. 1861)
- 27 giugno - Giacomo Albé, pittore italiano (n. 1829)
- 27 giugno - Lothian Nicholson, militare e scrittore britannico (n. 1827)
- 27 giugno - Hermann Wasserschleben, storico e giurista tedesco (n. 1812)
- 29 giugno - Johann Anton Friedrich Baudri, teologo e vescovo cattolico tedesco (n. 1804)
- 29 giugno - Friedrich Ludger Kleinheidt, presbitero tedesco (n. 1830)
- 30 giugno - Anthony Joseph Drexel, imprenditore e banchiere statunitense (n. 1826)

## Luglio(24)
- 1º luglio - Nicola Bruni Grimaldi, politico italiano (n. 1819)
- 1º luglio - Vincenzo Stocco, politico italiano (n. 1822)
- 2 luglio - Georgiana Drew, attrice teatrale statunitense (n. 1856)
- 2 luglio - Giovanni Kobler, storico italiano (n. 1811)
- 2 luglio - Jules Jacques Veyrassat, pittore e incisore francese (n. 1828)
- 5 luglio - Lorenzo Eula, magistrato e politico italiano (n. 1824)
- 5 luglio - Antonio Superchi, baritono italiano (n. 1816)
- 6 luglio - Guy de Maupassant, scrittore e letterato francese (n. 1850)
- 8 luglio - Abraham K. Allison, politico statunitense (n. 1810)
- 11 luglio - Eugène Simonis, scultore belga (n. 1810)
- 12 luglio - Giuseppe Artina, militare italiano (n. 1836)
- 13 luglio - Ferdinando Maria Baccilieri, presbitero italiano (n. 1821)
- 13 luglio - Henri Maus, ingegnere belga (n. 1808)
- 13 luglio - Tȟašúŋke Kȟokípȟapi, condottiero nativo americano (n. 1830)
- 16 luglio - Antonio Ghislanzoni, librettista, poeta e scrittore italiano (n. 1824)
- 17 luglio - Anna Alcott Pratt, statunitense (n. 1831)
- 20 luglio - Gaetano Sabatelli, pittore italiano (n. 1820)
- 21 luglio - Giuseppe Isola, pittore italiano (n. 1808)
- 21 luglio - Cesare Vitaliani, attore teatrale e commediografo italiano
- 22 luglio - Ferdinand Bauer, generale e politico austriaco (n. 1825)
- 22 luglio - Charles Landseer, pittore inglese (n. 1799)
- 22 luglio - John Rae, esploratore britannico (n. 1813)
- 28 luglio - Cesare Razzaboni, ingegnere e politico italiano (n. 1827)
- 28 luglio - Isabella Rossi Gabardi Brocchi, scrittrice e poetessa italiana (n. 1808)

## Agosto(28)
- 1º agosto - Leonzio, religioso russo (n. 1822)
- 2 agosto - Antonio Picozzi, poeta, scrittore e patriota italiano (n. 1824)
- 5 agosto - James Pierpont, compositore e cantautore statunitense (n. 1822)
- 6 agosto - Jean-Jacques Challet-Venel, politico svizzero (n. 1811)
- 7 agosto - Alfredo Catalani, compositore italiano (n. 1854)
- 8 agosto - Auguste-Barthélemy Glaize, pittore e litografo francese (n. 1807)
- 8 agosto - Giovanni Papanti, bibliografo italiano (n. 1830)
- 10 agosto - Robert Cornelius, imprenditore e fotografo statunitense (n. 1809)
- 14 agosto - Biagio Licata di Baucina, politico italiano (n. 1834)
- 14 agosto - Sebastiano Rivolta, veterinario e batteriologo italiano (n. 1832)
- 14 agosto - Giovanni Visone, politico e nobile italiano (n. 1814)
- 15 agosto - Karl Müller, pittore tedesco (n. 1818)
- 16 agosto - Jean-Martin Charcot, neurologo francese (n. 1825)
- 17 agosto - Aleksej Nikolaevič Apuchtin, poeta e romanziere russo (n. 1840)
- 17 agosto - John William Casilear, pittore e incisore statunitense (n. 1811)
- 18 agosto - Rodolfo Manganaro, politico italiano (n. 1840)
- 18 agosto - Constantin von Wurzbach, bibliotecario, archivista e lessicografo austriaco (n. 1818)
- 19 agosto - Henri Brosselard-Faidherbe, esploratore francese (n. 1855)
- 19 agosto - Giuseppe Palmieri Nuti, politico italiano (n. 1843)
- 20 agosto - Jovan Marinović, politico e diplomatico serbo (n. 1821)
- 20 agosto - Alexander Wassilko von Serecki, politico austriaco (n. 1827)
- 22 agosto - Ernesto II di Sassonia-Coburgo-Gotha, duca (n. 1818)
- 23 agosto - Michał Elwiro Andriolli, pittore e disegnatore polacco (n. 1836)
- 27 agosto - Niccolò Cusa, prefetto e politico italiano (n. 1821)
- 27 agosto - Peter Mitterhofer, artigiano austriaco (n. 1822)
- 28 agosto - Hayward Augustus Harvey, inventore e imprenditore statunitense (n. 1824)
- 28 agosto - Pacifico Valussi, giornalista e politico italiano (n. 1813)
- 30 agosto - Marie Prescott, attrice teatrale statunitense (n. 1850)

## Settembre(21)
- 3 settembre - Girolamo Napoleone Bonaparte II, militare statunitense (n. 1830)
- 4 settembre - Giacomo Plezza, politico italiano (n. 1806)
- 7 settembre - Hamilton Fish, politico statunitense (n. 1808)
- 8 settembre - Luke Short, pistolero statunitense (n. 1854)
- 9 settembre - Friedrich Traugott Kützing, farmacista e botanico tedesco (n. 1807)
- 10 settembre - Arabo, armeno (n. 1863)
- 10 settembre - Carlo Magenta, storico e giornalista italiano (n. 1837)
- 11 settembre - Adolphe Yvon, pittore francese (n. 1817)
- 12 settembre - Matteo Muratori, politico italiano (n. 1810)
- 13 settembre - Benoît Malon, politico e scrittore francese (n. 1841)
- 14 settembre - Louis Ruchonnet, politico svizzero (n. 1834)
- 17 settembre - Mariano Acosta, politico argentino (n. 1825)
- 17 settembre - Pietro Saporetti, pittore italiano (n. 1832)
- 19 settembre - Aleksandra Potanina, etnografa e esploratrice russa (n. 1843)
- 22 settembre - Giuseppe Alasia, politico e prefetto italiano (n. 1820)
- 25 settembre - Louise von François, scrittrice tedesca (n. 1817)
- 25 settembre - Albert Joseph Moore, pittore e illustratore britannico (n. 1841)
- 26 settembre - Luigi Balzan, esploratore, naturalista e aracnologo italiano (n. 1865)
- 27 settembre - Vladimir Aleksandrovič Menšikov, generale e principe russo (n. 1816)
- 29 settembre - Louis Delâtre, poeta e traduttore francese (n. 1815)
- 30 settembre - Nikolaj Sergeevič Zverev, pianista e insegnante russo (n. 1832)

## Ottobre(31)
- 6 ottobre - Ford Madox Brown, pittore inglese (n. 1821)
- 7 ottobre - William Smith, linguista e lessicografo britannico (n. 1813)
- 8 ottobre - Aleksej Nikolaevič Pleščeev, scrittore russo (n. 1825)
- 10 ottobre - Carlo Brunet, politico italiano (n. 1809)
- 10 ottobre - Michail Nikolaevič Raevskij, generale russo (n. 1841)
- 11 ottobre - Barthélemy Menn, pittore svizzero (n. 1815)
- 11 ottobre - Arcangelo Scacchi, mineralogista, geologo e vulcanologo italiano (n. 1810)
- 12 ottobre - Ercole Rosa, scultore italiano (n. 1846)
- 13 ottobre - Salvatore Albano, scultore italiano (n. 1839)
- 13 ottobre - John Atkinson Grimshaw, pittore britannico (n. 1836)
- 14 ottobre - Henri Fouquet, architetto belga (n. 1825)
- 16 ottobre - Patrice de Mac-Mahon, nobile, generale e politico francese (n. 1808)
- 16 ottobre - Carlo Pedrotti, compositore e direttore d'orchestra italiano (n. 1817)
- 16 ottobre - Zinaida Ivanovna Naryškina, nobildonna russa (n. 1809)
- 17 ottobre - Massimiliano Martinelli, magistrato, notaio e politico italiano (n. 1816)
- 18 ottobre - Charles Gounod, compositore francese (n. 1818)
- 21 ottobre - Julián del Casal, poeta cubano (n. 1863)
- 22 ottobre - Duleep Singh, principe indiano (n. 1838)
- 23 ottobre - Luigi Guala, politico italiano (n. 1834)
- 23 ottobre - Luigi Nazari di Calabiana, arcivescovo cattolico e politico italiano (n. 1808)
- 24 ottobre - Joseph Hellmesberger, violinista, direttore d'orchestra e compositore austriaco (n. 1828)
- 25 ottobre - Margherita d'Orléans, principessa francese (n. 1846)
- 26 ottobre - Franz Grashof, ingegnere tedesco (n. 1826)
- 27 ottobre - Carlo Gentile, fotografo italiano (n. 1835)
- 28 ottobre - Angelo Minich, politico italiano (n. 1817)
- 30 ottobre - John Joseph Caldwell Abbott, politico canadese (n. 1821)
- 30 ottobre - Karl Bodmer, pittore, fotografo e illustratore francese (n. 1809)
- 30 ottobre - Georg Michael Pfaff, artigiano e imprenditore tedesco (n. 1823)
- 31 ottobre - Adolfo Borgognoni, poeta, scrittore e critico letterario italiano (n. 1840)
- 31 ottobre - Alberto Guglielmotti, religioso, teologo e storico italiano (n. 1812)
- 31 ottobre - Edward Sorin, presbitero francese (n. 1814)

## Novembre(28)
- 1º novembre - Ferdinand Kilger, alpinista, fotografo e scrittore tedesco (n. 1853)
- 1º novembre - Jan Matejko, pittore polacco (n. 1838)
- 2 novembre - Carlo Laurenzi, cardinale e vescovo cattolico italiano (n. 1821)
- 4 novembre - Pierre Tirard, politico francese (n. 1827)
- 5 novembre - Carlo Pasta, medico e politico svizzero (n. 1822)
- 6 novembre - Pëtr Il'ič Čajkovskij, compositore russo (n. 1840)
- 8 novembre - Francesco Genala, politico e giurista italiano (n. 1843)
- 8 novembre - Francis Parkman, storico e docente statunitense (n. 1823)
- 12 novembre - Alexander von Bach, politico austriaco (n. 1813)
- 13 novembre - Arnaud Michel d'Abbadie, esploratore francese (n. 1815)
- 13 novembre - Dominique Régère, attivista francese (n. 1816)
- 16 novembre - Carlo Ponti, fotografo e ottico svizzero (n. 1820)
- 17 novembre - Alessandro I di Bulgaria, sovrano (n. 1857)
- 17 novembre - Caroline Barbot, soprano francese (n. 1830)
- 17 novembre - Hippolyte Destailleur, architetto e storico dell'arte francese (n. 1822)
- 19 novembre - Eduard Georg von Bethusy-Huc, politico prussiano (n. 1829)
- 19 novembre - Dominique Pierrat, naturalista e ornitologo francese (n. 1820)
- 21 novembre - Rudolf Kaltenbach, ginecologo tedesco (n. 1842)
- 21 novembre - Jeremiah McLain Rusk, politico e militare statunitense (n. 1830)
- 22 novembre - Cornelius Diependaal, vescovo vetero-cattolico olandese (n. 1829)
- 22 novembre - Boleslav Stanislavovič Potocki, nobile e politico russo (n. 1805)
- 23 novembre - Angelo Guillichini, politico italiano (n. 1825)
- 23 novembre - Francesco Antonio Maiorsini, arcivescovo cattolico italiano (n. 1812)
- 24 novembre - John J. Jacob, politico statunitense (n. 1829)
- 27 novembre - Stephen Wilcox, inventore e imprenditore statunitense (n. 1830)
- 28 novembre - Alexander Cunningham, archeologo e numismatico britannico (n. 1814)
- 29 novembre - Paul Henri Fischer, medico, zoologo e paleontologo francese (n. 1835)
- 30 novembre - Carl Wilhelm Tölcke, politico tedesco (n. 1817)

## Dicembre(27)
- 1º dicembre - Gerald FitzGerald, V duca di Leinster, nobile irlandese (n. 1851)
- 1º dicembre - Pietro Sbarbaro, giornalista, sociologo e politico italiano (n. 1838)
- 2 dicembre - Pauline Cushman, attrice teatrale e agente segreto statunitense (n. 1833)
- 2 dicembre - George Greville, IV conte di Warwick, politico inglese (n. 1818)
- 2 dicembre - Karolina Pavlova, scrittrice russa (n. 1807)
- 3 dicembre - Elizabeth Eastlake, scrittrice e critica d'arte britannica (n. 1809)
- 4 dicembre - Eugenio Ruspoli, esploratore italiano (n. 1866)
- 4 dicembre - John Tyndall, fisico irlandese (n. 1820)
- 5 dicembre - Ferdinando Meucci, archivista e storico della scienza italiano (n. 1823)
- 6 dicembre - Johann Rudolf Wolf, astronomo e matematico svizzero (n. 1816)
- 8 dicembre - Vincent Cordouan, incisore, litografo e pittore francese (n. 1810)
- 9 dicembre - Federico Maldarelli, pittore e scultore italiano (n. 1826)
- 12 dicembre - Jashwant Singh di Bharatpur, principe indiano (n. 1851)
- 13 dicembre - Augusto Duchoqué-Lambardi, politico italiano (n. 1813)
- 15 dicembre - Gustav Zorn, pittore austriaco (n. 1845)
- 16 dicembre - George Herman Babcock, inventore e imprenditore statunitense (n. 1832)
- 17 dicembre - Georg von Wyß, storico svizzero (n. 1816)
- 18 dicembre - Galeazzo di Bagno, politico italiano (n. 1825)
- 19 dicembre - Aloys Sprenger, orientalista austriaco (n. 1813)
- 22 dicembre - Jonas Wenström, ingegnere e inventore svedese (n. 1855)
- 25 dicembre - Victor Schoelcher, politico e imprenditore francese (n. 1804)
- 27 dicembre - Victor Considerant, filosofo, economista e scrittore francese (n. 1808)
- 27 dicembre - Giuseppe Ignazio Trevisani, politico italiano (n. 1817)
- 28 dicembre - Adolf Jellinek, rabbino austriaco (n. 1821)
- 28 dicembre - Richard Spruce, botanico e esploratore britannico (n. 1817)
- 30 dicembre - Samuel Baker, esploratore britannico (n. 1821)
- 31 dicembre - Giovanni Soster, storico italiano (n. 1814)

## Senza giorno specificato(36)
- Epaminonda Abate, medico italiano (n. 1822)
- Gaetano Amadeo, compositore e organista italiano (n. 1824)
- Concepción Arenal, poetessa spagnola (n. 1820)
- Baitei Kinga, scrittore giapponese (n. 1821)
- Eugène Baudouin, pittore e incisore francese (n. 1842)
- Giuseppe Maria Bonomi, avvocato e storico italiano (n. 1826)
- Avdot'ja Jakovlevna Panaeva, scrittrice russa (n. 1819)
- Victor Contamin, ingegnere francese (n. 1840)
- Fratelli D'Alessandri, fotografo italiano (n. 1818)
- Teresa De Gubernatis, pedagogista italiana (n. 1832)
- Friedrich Wilhelm Dörpfeld, pedagogista tedesco (n. 1824)
- Giovanni Fontana, scultore e decoratore italiano (n. 1820)
- Hippolyte Hanry, botanico francese (n. 1807)
- Robert Hartmann, naturalista, anatomista e etnografo tedesco (n. 1832)
- Maria Hille, fotografa olandese (n. 1827)
- İbrahim Edhem Pascià, politico ottomano (n. 1819)
- Francis Jourde, politico francese (n. 1843)
- Suzanne Lagier, attrice teatrale e cantante lirica francese (n. 1833)
- Diodato Leardi, pubblicista e politico italiano (n. 1827)
- Manuelito, condottiero nativo americano (n. 1818)
- Giuseppe Camillo Mattioli, patriota italiano (n. 1817)
- Ali Mubarak, scrittore e politico egiziano (n. 1824)
- William Isaac Palmer, imprenditore e filantropo inglese (n. 1824)
- Anne Pratt, illustratrice e ornitologa britannica (n. 1806)
- Francisco Robles, politico ecuadoriano (n. 1811)
- Mustafa Ruhi Efendi, politico ottomano (n. 1800)
- Ulisse Salis, patriota, ingegnere e nobile italiano (n. 1819)
- Hermann Sauppe, filologo classico tedesco (n. 1809)
- Anton von Schmerling, politico austriaco (n. 1805)
- Costantino Sereno, pittore italiano (n. 1829)
- Antonio Stacchini, attore teatrale italiano (n. 1822)
- Josef Stefan, fisico austriaco (n. 1835)
- Lucy Stone, attivista statunitense (n. 1818)
- Scipione Tadolini, scultore italiano (n. 1822)
- Touran Agha Khanoum Qajar, principessa persiana (n. 1861)
- Federico Travaglini, architetto e restauratore italiano (n. 1814)